# Horst Wessel
Horst Ludwig Georg Erich Wessel (Bielefeld, Westfàlia, 9 d'octubre de 1907-Berlín, 23 de febrer de 1930) va ser un activista del Partit Nacionalsocialista Obrer Alemany (NSDAP), especialment conegut per haver estat l'autor del poema «Die Fahne hoch», publicat el 1929 al diari de propaganda Der Angriff.
Després de la seva mort després d'una baralla amb un activista comunista, l'1 de març el diari Völkischer Beobachter va tornar a publicar el poema amb la capçalera «una salutació de Horst Wessel a l'Alemanya del futur» i, a poc a poc, la propaganda va elevar-lo a la categoria de màrtir i heroi del moviment nacionalsocialista que «es va sacrificar per l'ideal feixista». La cançó es va combinar amb una melodia antiga i va esdevenir de facto l'himne del moviment feixista, que va anar posteriorment denominada «Horst-Wessel-Lied».